# Crocker (Dakota del Sur)
Crocker es un lugar designado por el censo ubicado en el condado de Clark en el estado estadounidense de Dakota del Sur. En el Censo de 2010 tenía una población de 19 habitantes y una densidad poblacional de 1,86 personas por km².

## Geografía
Crocker se encuentra ubicado en las coordenadas 45°6′51″N 97°46′15″O / 45.11417, -97.77083. Según la Oficina del Censo de los Estados Unidos, Crocker tiene una superficie total de 10.19 km², de la cual 9.39 km² corresponden a tierra firme y (7.83%) 0.8 km² es agua.

## Demografía
Según el censo de 2010, había 19 personas residiendo en Crocker. La densidad de población era de 1,86 hab./km². De los 19 habitantes, Crocker estaba compuesto por el 100% blancos, el 0% eran afroamericanos, el 0% eran amerindios, el 0% eran asiáticos, el 0% eran isleños del Pacífico, el 0% eran de otras razas y el 0% pertenecían a dos o más razas. Del total de la población el 0% eran hispanos o latinos de cualquier raza.